# 禅宗样

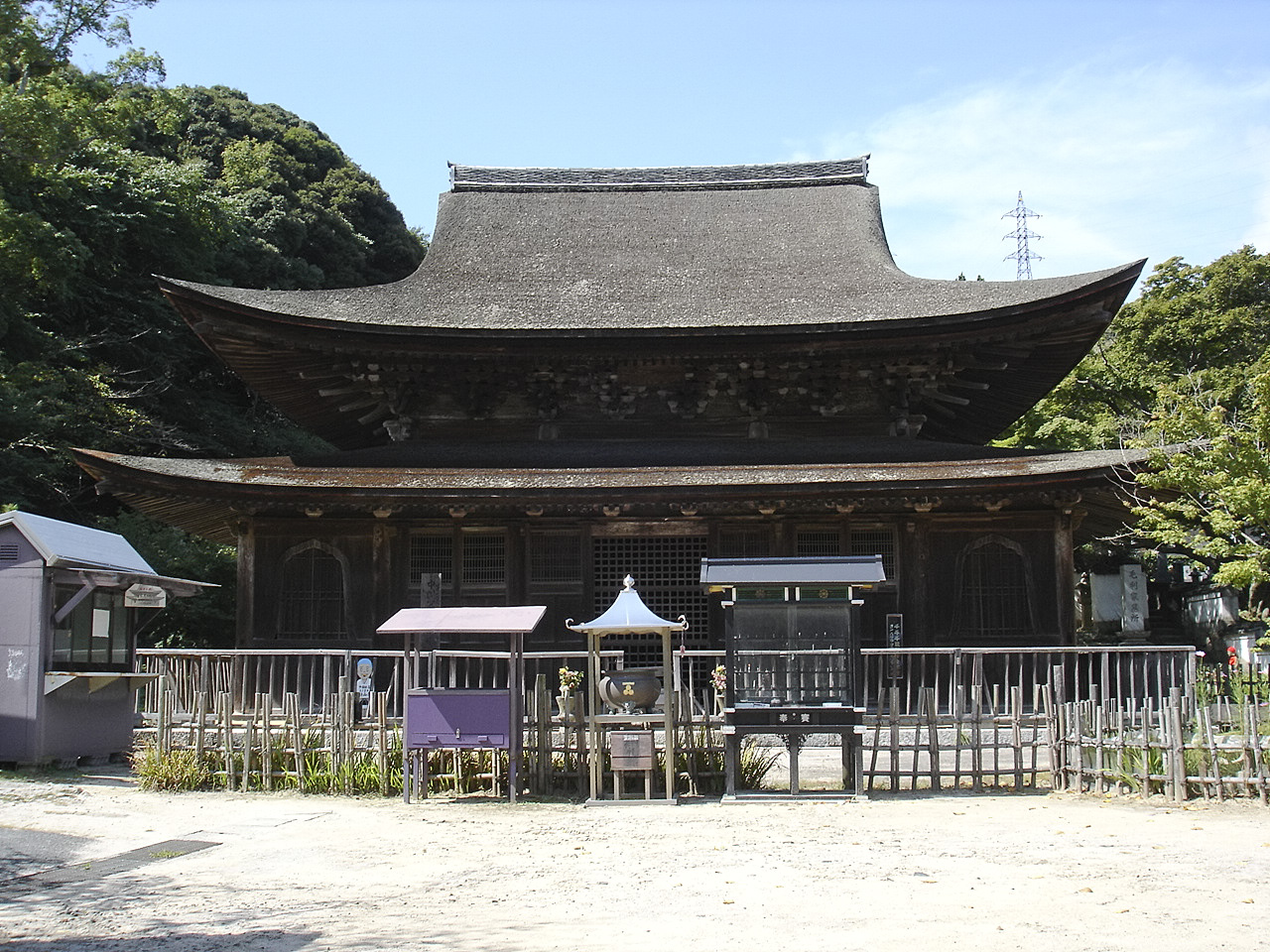
下关市功山寺佛殿，始建于1320年

“禅宗样”（日语：／），日本佛教建築形制，原称“唐样”，兴起于12世纪晚期至13世纪早期。
禅宗样借鉴中国宋代建筑的形制，伽蓝布局多为宋代更为流行的南北轴向布局，采用中式台基、門板隔扇、补间铺作、花头窗、昂、木鼻、副阶周匝等技法。虽取法中国，但视乎设计偏好，禅宗样建筑仍会保留一些明显的日本形制，例如可能采用日本傳統的杮葺和檜皮葺作屋顶，而非中式筒瓦和板瓦；还可能采用“野屋根”技艺，即将殿身构造的屋顶隐藏在装饰性的大屋顶内部。
由于和大佛样多有共通之处，且借鉴宋朝建筑风格，禅宗样和大佛样又有镰仓新样式、宋样式的别称，相对于传统的和样。

## 历史

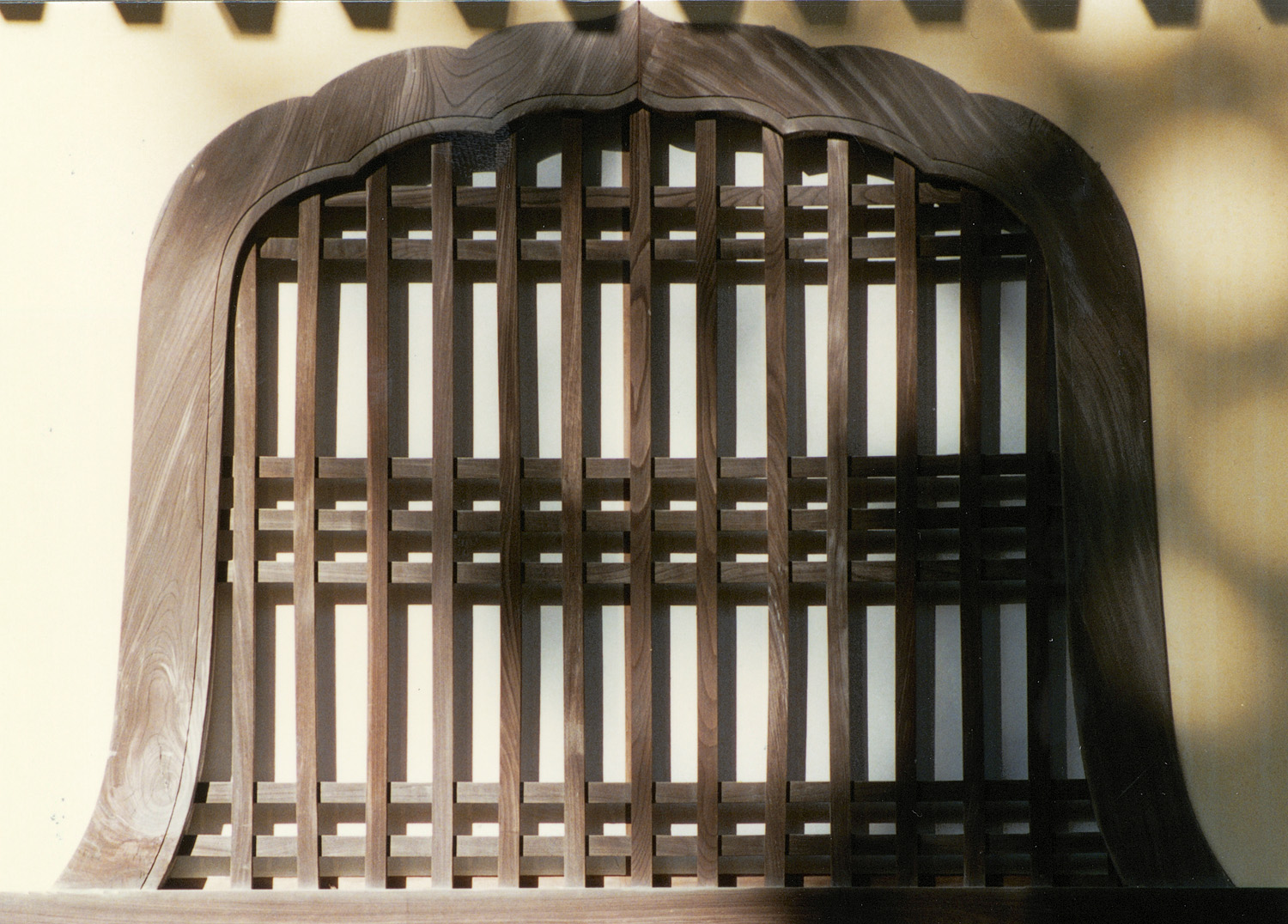
禅宗样佛殿常见花头窗

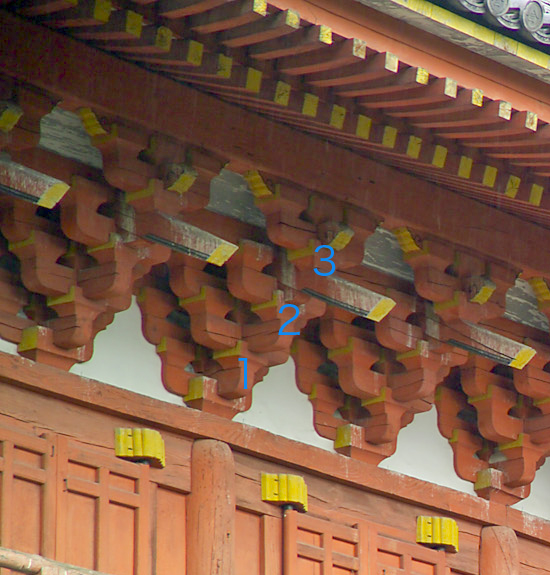
京都大德寺补间铺作

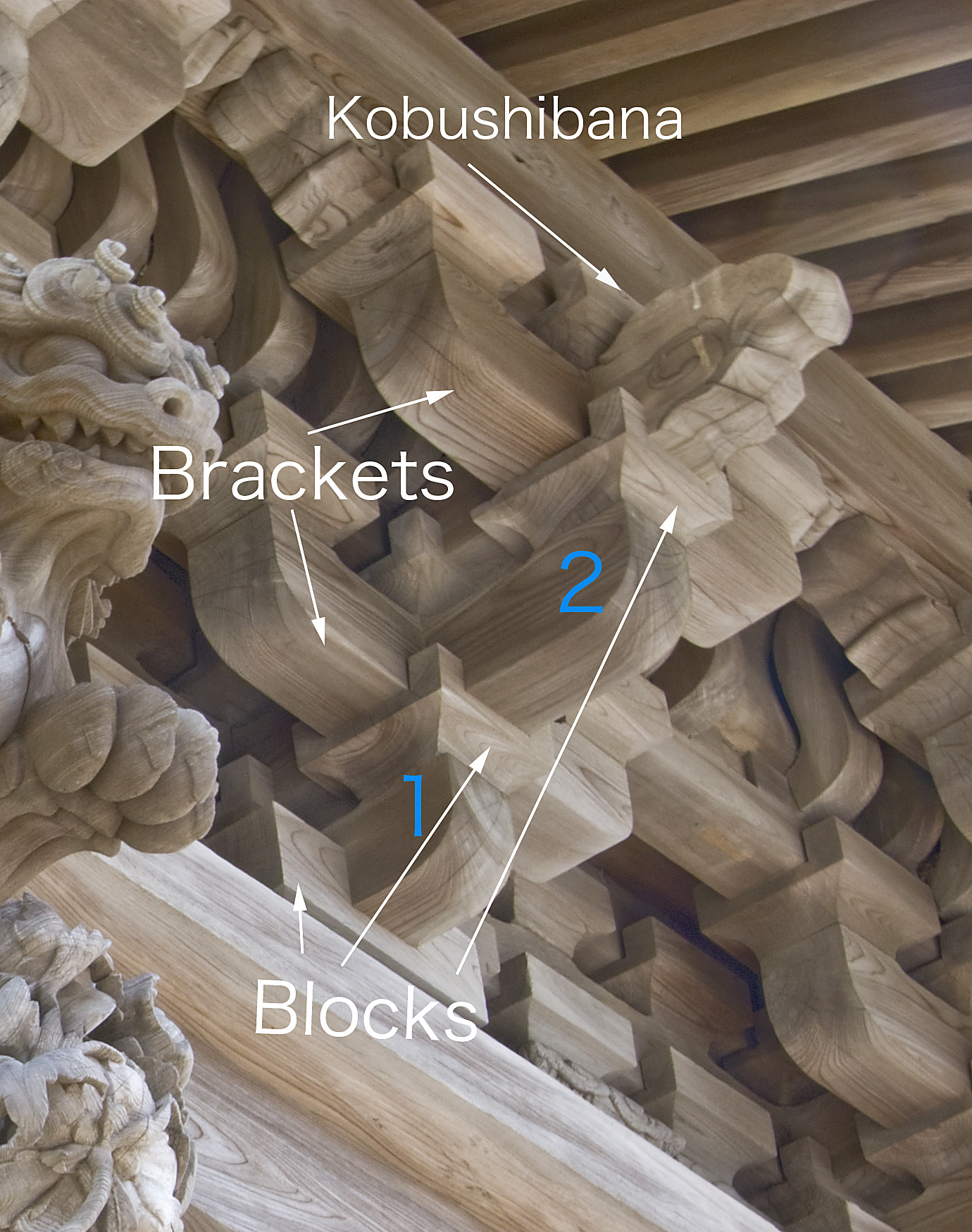
镰仓光明寺补间铺作，可见装饰性的“木鼻”

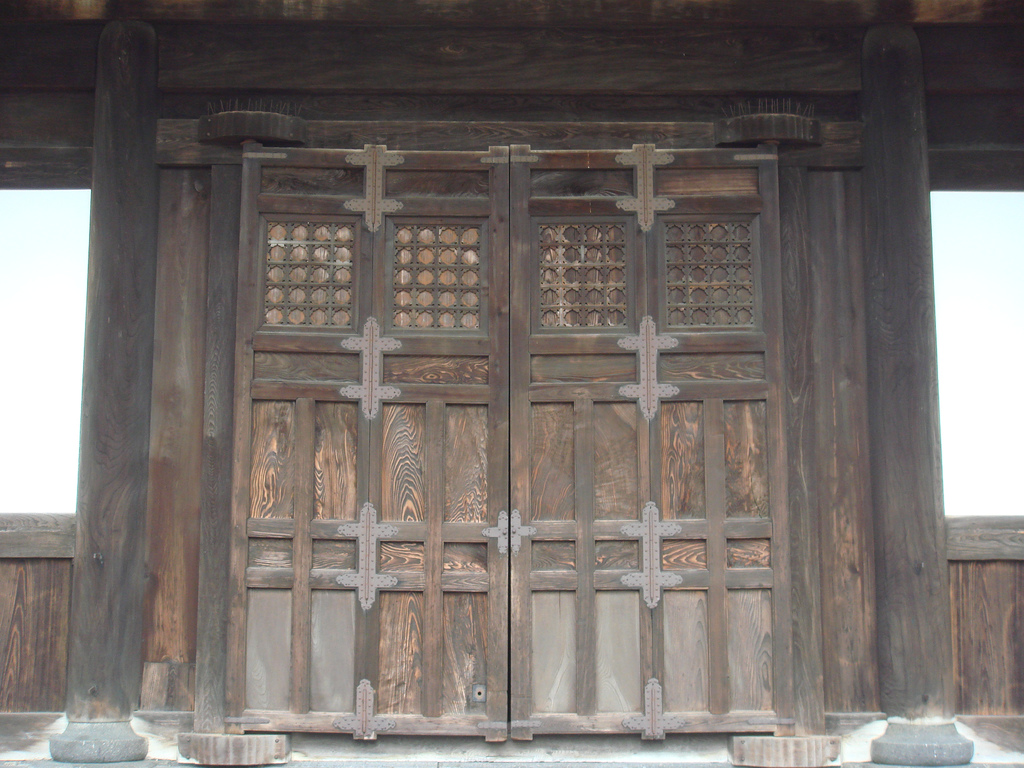
京都建仁寺的禅宗样門板，稱“桟唐戸”

12世纪末，僧人荣西和道元将中国禅宗的临济宗和曹洞宗引入日本。荣西在镰仓传法，并得到将军源賴家支持，得以在镰仓和京都设立禅宗道场。道元则在福井县创立永平寺，提倡曹洞宗默照禪法。禅宗受到日本武家青睐，成为日本佛教的主要派别。禅宗僧人亦将中国宋朝的建筑技艺引入日本，并且和日本本土建筑技术及审美相结合，形成新的建筑形制和风格，原称“唐样”。二战战后，日本建筑学者太田博太郎提出“禅宗样”的称法。

## 特征
禅宗样如今是日本佛教寺院的常见风格，日本佛教各宗派都有模仿，并不局限于禅宗自家。禅宗样的明显特征有装饰性的外廊，即“裳阶”，构成重檐样貌；花头窗、中式門板、夯土台基等。整体设计显得轻巧而有序。其他特征还包括：
- 寺院的整体布局严整，讲究对称。各个建筑的形制、布局、规模和用途都预先确定[3]，类似于中式寺院的南北轴向布局：山门、大殿、说法堂按南北轴线一字排开[2]；相对少建佛塔。和禅宗相比更传统的宗派，如天台宗和真言宗，则不甚注重伽蓝布局，更考虑适应地形特点。
- 佛殿的平面偏向正方形，为整间殿堂，不设隔墙。
- 屋顶有翘角设计。
- 采用扇形椽（扇垂木）[2]。裳阶多用平行椽（平行垂木）。
- 采用枋（貫）來强化構造，殿身与横架之间通过大量穿枋进行拉结。此前平安时代的建筑多使用长押，现仅为装饰性的构件[9][10][11]。
- 斗栱之间插入水平的“通肘木”[12]。
- 斗拱可采用三级出跳（三手先），在日本传统的和样已经很少见。第三级出跳采用昂（尾垂木）作支撑[13]。
- 采用柱间斗栱（补间铺作）构造（詰組）。日本传统风格多用柱头铺作，禅宗样引入中式补间铺作[2]。
- 柱子上下两端削出倒角和曲线，即卷杀（粽）。
- 柱下设柱础（礎盤）。
- 柱顶穿枋（头貫）上方额外设一层板，称“台輪”。
- 枋、栱、梁的尖端（木鼻）有渦卷、若草等纹样装饰[3]。
- 大斗下采用瓶形的“大瓶束”构造，“大瓶束”下有“結綿”雕刻装饰。
- 欄間（日语：欄間）为弓形波浪纹路，称“弓欄間”。
- 窗户曲线为火焰或花苞形，称为花头窗（日语：火灯窓）[14]。
- 板門的門框由縱橫的數根桟木支撑，桟木和門框之間鑲嵌小門板（入子板），藉鑒了中式建筑門板的作法，稱爲“桟唐戸”[2]。
- 采用木制墙壁板，少用土墙。
- 采用铺砖土质地面，以四分法（四半敷）铺设，即砖缝和水平线呈四十五度角。
- 木材以原本的素木色（素木造）示人，但会在内部上色。

禅宗样的一些特征和大佛样相通。

## 图册

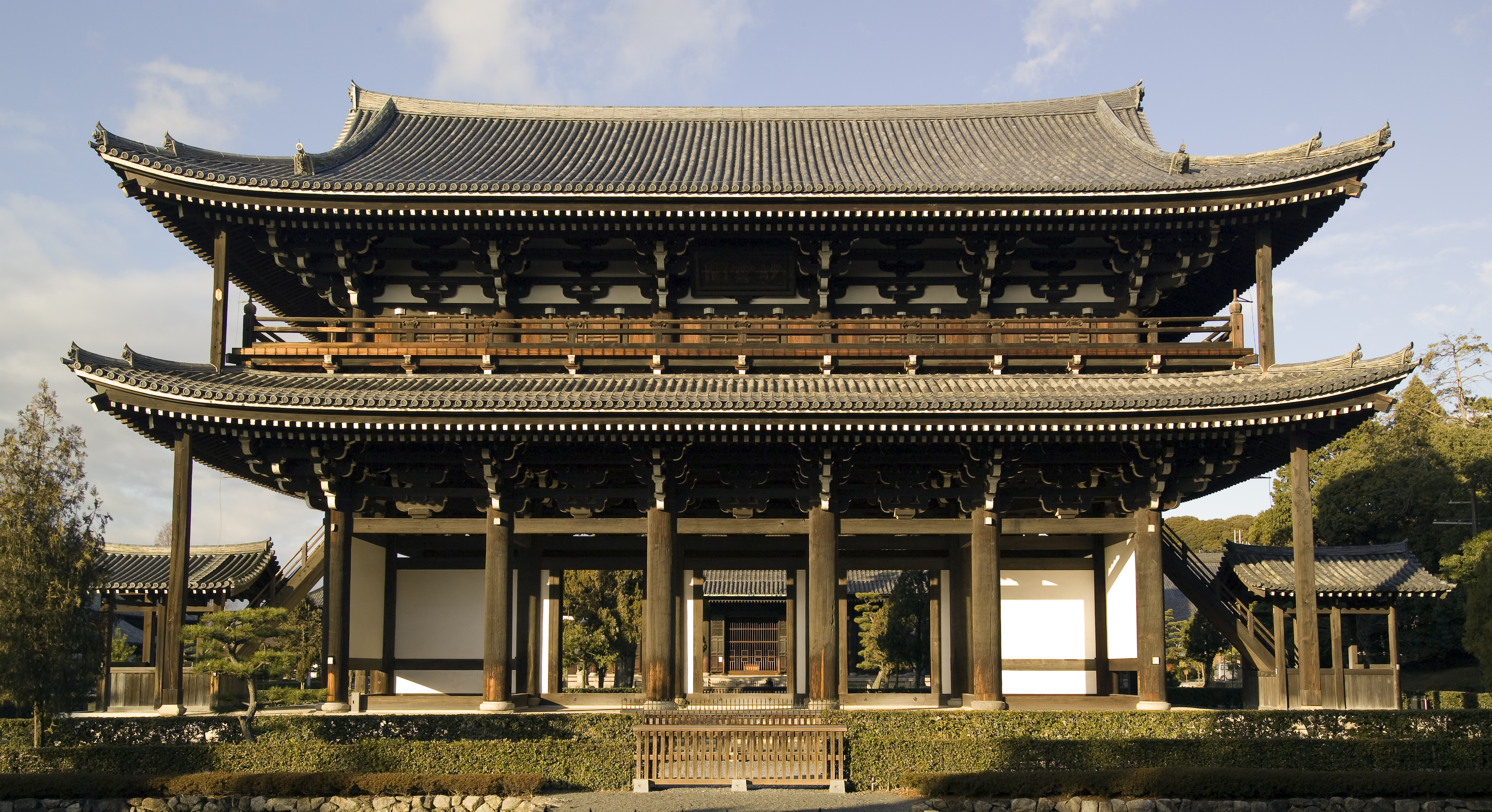
京都東福寺山门
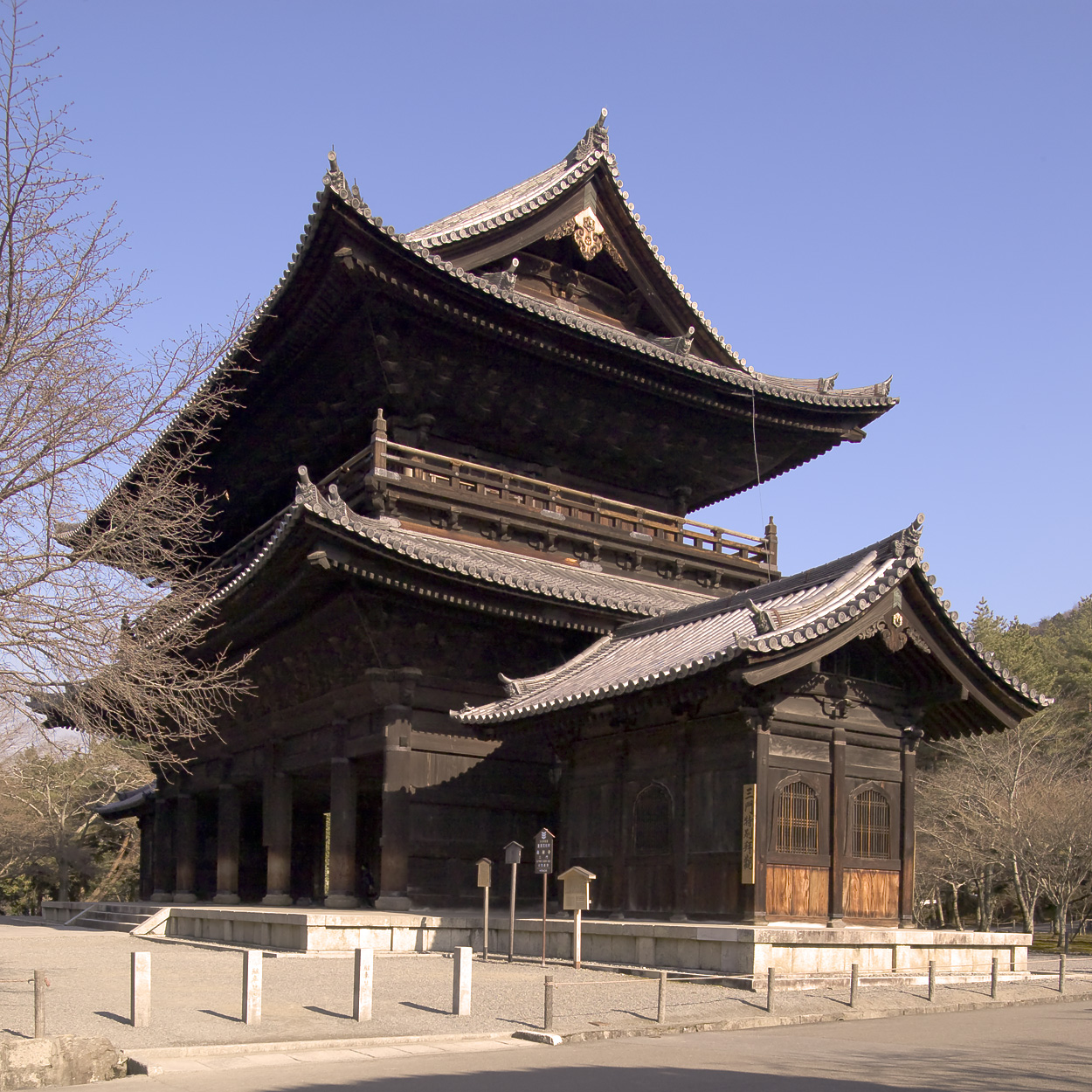
京都南禅寺山门
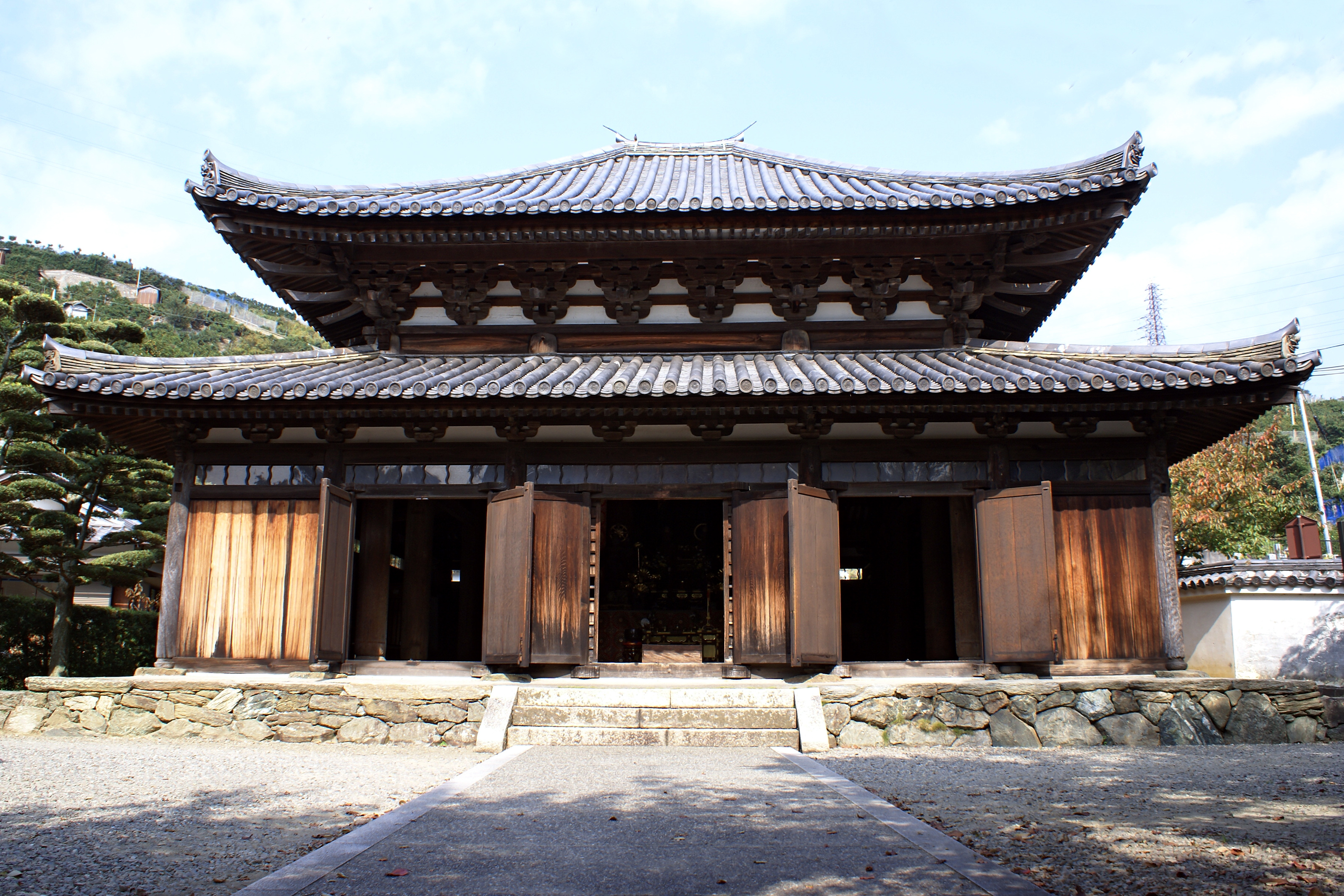
和歌山县海南市善福院（日语：善福院 (海南市)）释迦堂，建于1327年
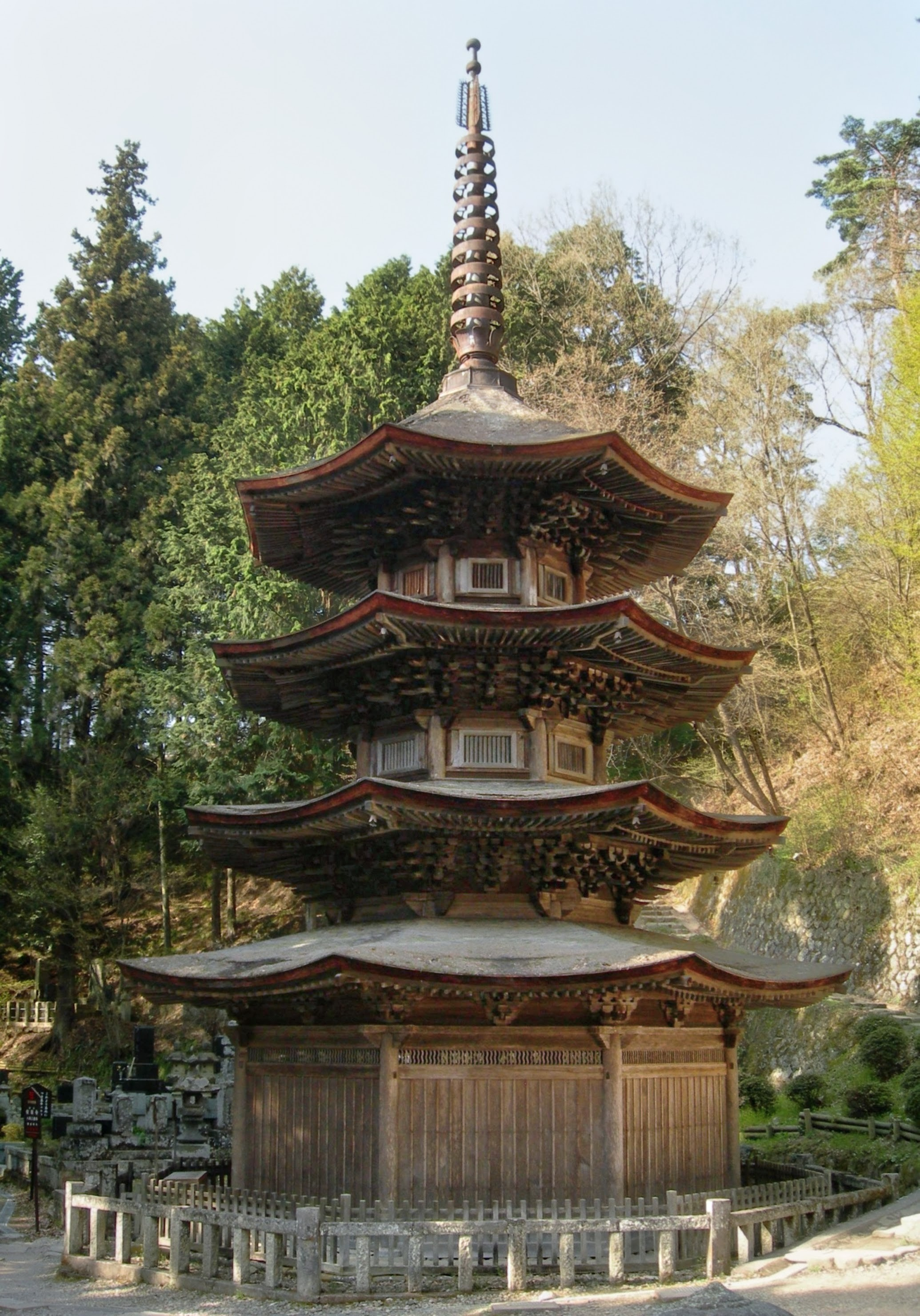
长野县安樂寺八角三重塔，建于14世纪
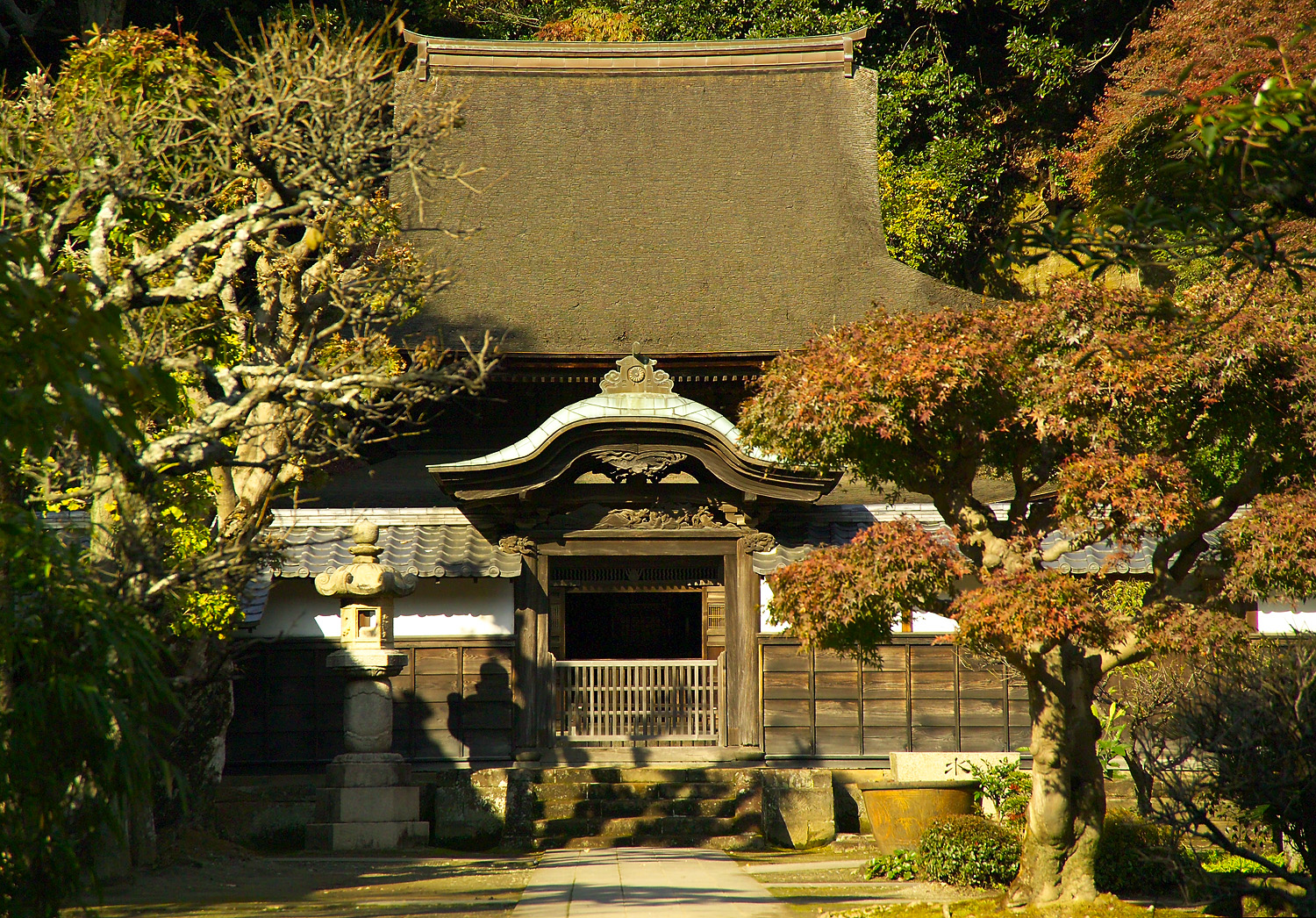
镰仓圓覺寺舍利殿
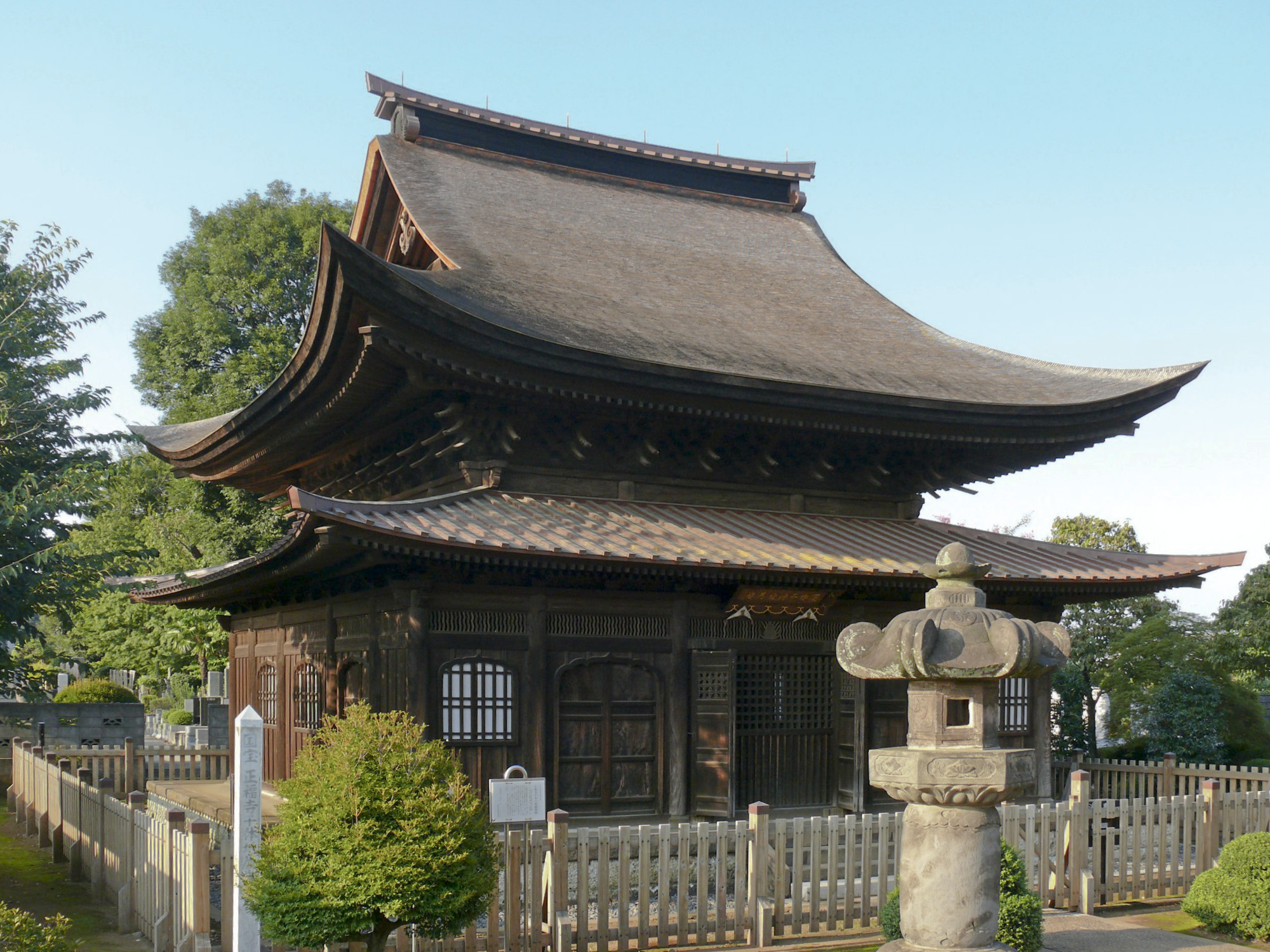
东京都东村山市正福寺（日语：正福寺 (東村山市)）地藏堂

### 书目
- Fletcher, Sir Banister; Cruickshank, Dan.  20th illustrated. Architectural Press. 1996 [1896]  [2009-11-11]. ISBN 0-7506-2267-9.
- Hamashima, Masashi. . Tokyo: Shibundō. 1999 （日语）.
- Nishi, Kazuo; Hozumi, Kazuo.  illustrated. Kodansha International. 1996 [1983]  [2009-11-11]. ISBN 4-7700-1992-0.